# Sint-Franciscusbasiliek (Assisi)
De Basiliek van Sint-Franciscus van Assisi (Italiaans Basilica di San Francesco) in Assisi in Italië is de moederkerk van de Franciscanen en vernoemd naar de ordestichter Franciscus van Assisi. Deze rooms-katholieke kerk staat sinds 2000 op de Werelderfgoedlijst van de Verenigde Naties als onderdeel van inschrijvingsnummer 990 (Assisi, Sint-Franciscusbasiliek en andere Franciscaanse locaties). De oorspronkelijke architect is Maestro Jacopo Tedesco wiens werkzaamheden werden overzien door broeder Elias van Cortona als bouwopzichter.

## Opbouw
De basiliek bestaat uit drie delen. De basis vormen de crypte met daarin het graf van de heilige Franciscus van Assisi. Hierop zijn twee kerken gebouwd: de benedenkerk (1228-1230) en de bovenkerk (1230-1253). Hoewel er een groot verschil is tussen het sombere karakter van de benedenkerk en het meer heldere karakter van de bovenkerk, zijn beide duidelijke toonbeelden van de Italiaanse gotiek in deze periode.
De campanile is romaans.

## Bouw van de crypte en de benedenkerk
In 1226 overleed Franciscus van Assisi. Hij werd begraven in de kerk van San Giorgio in Assisi. In dezelfde kerk sprak paus Gregorius IX twee jaar later zijn heiligverklaring uit. Op verzoek van de paus ging broeder Elias, vicaris van Franciscus en later generale overste, over tot de bouw van een basiliek, in de crypte waarvan het lichaam van de heilige zou moeten rusten.
De benedenkerk werd uitgehouwen in de rots. Op 25 mei 1230 werd het lichaam van Sint-Franciscus
zo goed begraven in de crypte dat hij pas in 1818 opnieuw ontdekt werd. In de benedenkerk zijn veel fresco's van Cimabue, Giotto en Pietro Lorenzetti.

## Bovenkerk
De tweede kerk werd zonder onderbreking op de eerste gebouwd. In het schip bevat zij fresco's van Giotto die het leven van Sint-Franciscus verbeelden in 28 tableaus. Daarnaast zijn er fresco's van Cimabue en Jacopo Torriti. In 1253 werd de complete basiliek (crypte, benedenkerk en bovenkerk) door paus Innocentius IV ingewijd. De kerk werd bij die gelegenheid uitgeroepen tot Hoofd en moeder van de Orde der Minderbroeders. Paus Benedictus XIV verleende haar in 1754 de rang van patriarchale basiliek en van pauselijke kapel.

## Aardbeving in 1997
Een aardbeving op 26 september 1997 richtte veel schade aan in Assisi en met name in de Sint-Franciscusbasiliek. Bij het instorten van het dak van de bovenkerk werden vier mensen gedood. Een deel van de oorspronkelijke fresco's werd daarbij verwoest. Zij konden gereconstrueerd worden door het gruis als een puzzel in elkaar te leggen.